# شهرستان کلارک (کانزاس)
شهرستان کلارک، کانزاس (به انگلیسی: Clark County, Kansas) یک سکونتگاه مسکونی در ایالات متحده آمریکا است که در کانزاس واقع شده‌است.